# Safija
Safija is een verhaal van Arthur van Schendel (1874-1946) dat als zelfstandige boekuitgave verscheen in 1922.

## Geschiedenis
Het verhaal Safija werd geschreven in 1917 en verscheen voor het eerst in De Gids in 1918. Als boekuitgave verscheen het voor het eerst in 1922 waarna het werd opgenomen in de bundel Blanke gestalten uit 1923.
Het manuscript van het verhaal is in bezit van de erven van de schrijver en berust in het Nederlands Letterkundig Museum.

### Uitgave
In 1922 verscheen het als boekuitgave in de Palladium-reeks, als zevende uitgave. De oplage bedroeg 200 exemplaren in een ingenaaide versie en werd vormgegeven door de typograaf Jan van Krimpen. Titel, initialen en drukkersmerk van de reeks werden gedrukt in rood. De oplage bleef ongenummerd; wel werden exemplaren op naam gedrukt, zoals het exemplaar voor de dichter mr. J.C. Bloem.